# 朱维群
朱维群（1947年3月—），男，江苏建湖人，中华人民共和国政治人物。中国社会科学院研究生院新闻系新闻业务专业毕业，研究生学历，硕士学位，研究员。曾任中共中央统战部常务副部长。现任全国政协民族宗教委主任。中共第十六届中央纪律检查委员会委员、第十七届中央委员。

## 生平
朱维群早年毕业于北京景山学校、中国人民大学语言文学系文学专业。1970年7月加入中国共产党。1970年8月参加工作，任沈阳市第一教师学校教师。1972年底，任中共成都市委宣传部干部。1977年底，调任江苏省高教局干部。1978年9月起，就读于中国社会科学院與《人民日報》合辦的新聞研究生院。1982年8月起，任人民日报社国际部记者、编辑，总编室一版副主编、主编。1991年10月起，任中共中央办公厅调研室宣传组副局级调研员、副组长、组长、统战组组长，调研室副主任。1998年9月，担任中共中央统战部副部长。2003年3月，兼任全国政协副秘书长。2006年1月升任中共中央统战部常务副部长（正部长级）。
2013年，针对越南共产党允许其党员信教，中国国内部分共产党党员要求党允许信教的声音，朱维群指出“我坚持中共党员不能信教”。2013年3月，任第十二届全国政协民族宗教委员会主任、全国政协民族地区城镇化建设调研组组长。

## 批评
美国哈德逊研究所客座研究员韩连潮写到：“以朱维群为首的涉藏利益集团，为了保住自己吃西藏饭的铁饭碗，一直处心积虑地妖魔化达赖喇嘛，将他丑化成国家分裂分子、叛国集团，甚至侮辱他是“披着羊皮的狼”，并设置种种障碍，欺骗中央，破坏谈判，不准达赖喇嘛回家，造成更多温和的藏人激进化，将他们逼上藏独之路，留下西藏分裂的隐患。朱维群及其既得利益集团才是真正的分裂国家的罪魁祸首。”